# Давор Бернардич
Давор Бернардич (хорв. Davor Bernardić; нар. 5 січня 1980, Загреб) — хорватський фізик, політик, голова Соціал-демократичної партії Хорватії (СДП) з 26 листопада 2016 до 6 липня 2020 року, лідер опозиції в хорватському парламенті 9-го скликання. Ще раніше обіймав посаду одного з чотирьох заступників голови СДП, керував Загребським відділенням СДП і очолював Молодіжний форум СДП. Чотири рази обирався депутатом хорватського парламенту, постійно представляючи 1-й виборчий округ.
Зайнявся політикою в 1998 році, вступивши в СДП у 18-річному віці, де спочатку розклеював плакати, роздавав листівки та писав графіті під час партійних виборчих кампаній. Активно долучився до роботи Загребського відділення СДП, де працював головою Загребського відділення Молодіжного форуму (2005–2007), членом Виконавчої ради (2005–2009) та депутатом Загребської міської скупщини (2007–2009).